# Sorry voor alles
Sorry voor alles was een spelshow op de Vlaamse televisiezender Eén, gepresenteerd door Adriaan Van den Hoof, waarin gewone Vlamingen gedurende een maand gevolgd werden met een verborgen camera.
Het programma behaalde in de voorlaatste aflevering van het eerste seizoen zijn persoonlijk kijkcijferrecord: 1,4 miljoen mensen keken toen live naar het programma. Met uitgesteld kijken erbij haalde Sorry voor alles 1,5 miljoen kijkers.

## Format
In de show werd een gewone Vlaming gedurende een maand gevolgd met behulp van verborgen camera. Deze persoon komt in een aantal vreemde situaties terecht zonder te beseffen dat hij in een complot zit. In dit complot zitten onder andere naaste familieleden, collega's, vrienden en Bekende Vlamingen. Na een maand komt deze persoon onverwacht in een opnamestudio terecht waar hem wordt uitgelegd dat hij al een hele maand onwetend de hoofdrol speelt in een complot dat alleen maar rond hem draaide. Vervolgens neemt de kandidaat deel aan een quiz die gebaseerd is op gebeurtenissen uit de afgelopen maand. Bij elk correct antwoord krijgt de kandidaat een punt. Hoe meer punten hij heeft, hoe meer prijzen hij ontvangt. De prijzen zijn stuk voor stuk op maat van de kandidaat.

## Onderdelen
Ronde 1 - Gezegd is gezegdDe kandidaten kregen tijdens een selectieprogramma voor een ander fictief programma vragen waarop ze zichzelf moesten inschatten in bepaalde situaties. Er wordt gekeken of deze inschatting goed was.
Ronde 2 - Kan je wetenDe kandidaat moet antwoorden op vragen waarop het antwoord de afgelopen maand op een of andere manier aan hem of haar gegeven werd.
Ronde 3 - Van inschatbare waardeDrie personen moeten inschatten hoe de kandidaat reageerde in bijzondere of absurde situaties.
Ronde 4 - Echt gebeurdDe kandidaat krijgt drie vreemde situaties en moet kiezen welke er echt gebeurd is.
Ronde 5 - De laatste kansDe kandidaat krijgt één minuut om te antwoorden op vragen waarvan het antwoord tijdens de uitzending te zien of te horen was.

### Nieuwe rondes seizoen 2
In seizoen 2 werden enkele nieuwe rondes toegevoegd, zoals "Je moet kiezen", "Kan Je Meten" en "Kampioen zijn is plezant."

## Enkele voorbeelden uit aflevering 1
- De kandidate was getuige op het huwelijk (zowel de plechtigheid als het feest) van haar beste vriendin. Echter, het huwelijk was nep en er waren heel wat aanduidingen. Zo tekende de kandidate een akte waar duidelijk in stond vermeld dat het ongeldig was. Ook op het avondfeest, met acteurs die het "huwelijkspaar" niet kenden, waren er verborgen tips.
- Jacky Lafon poetste de tanden van de hond van de kandidate, omdat deze op de cover van het maandblad Woef verscheen.
- De kandidate had aangegeven welke combinatie van kledij/kleuren ze nooit zou dragen. In een shoppingcenter kwam ze stylist Jani Kazaltzis tegen: hij manipuleerde haar op dergelijke manier dat ze - zonder het te beseffen - zulke combinatie kocht.
- Zonder het te weten was de kandidate het boegbeeld van de reclamecampagne van Sorry voor alles en stond zij op diverse plaatsen op een groot reclamebord.
- De kandidate kwam haar dubbelgangster tegen die identiek dezelfde kledij en accessoires droeg.
- De kandidate, die als host op recepties werkt, werd ingehuurd op een privéfeest van Roel Vanderstukken. Het feest had een Egyptische inkleding en de kandidate moest een slang dragen. Daarna werd ze in een sarcofaag verstopt met een cd waarop het nieuwste lied van Vanderstukken stond. Tijdens het lied moest de kandidate uit de sarcofaag komen en de cd tonen. Echter, het lied werd nooit gestart want Vanderstukken werd zogezegd weggeroepen voor een dringende zaak. Na een uur werd de kandidate uit de sarcofaag gehaald. Daarbij kwam dat een "licht demente grootmoeder" ervan overtuigd was dat de kandidate een relatie had met Roel. Op aanraden van Roel moest de kandidate deze relatie beamen en de vragen van oma beantwoorden.

## Afleveringen

### Seizoen 1
| Afl. | Uitzenddatum      | Kandidaat  | Kijkcijfers (live) |
| ---- | ----------------- | ---------- | ------------------ |
| 1    | 4 september 2016  | Ann-Sophie | 1.108.284          |
| 2    | 11 september 2016 | Tobias     | 1.080.382          |
| 3    | 18 september 2016 | Wilfried   | 1.215.686          |
| 4    | 25 september 2016 | Evrithiki  | 1.322.512          |
| 5    | 2 oktober 2016    | Hélène     | 1.266.482          |
| 6    | 9 oktober 2016    | Kris       | 1.400.183          |
| 7    | 16 oktober 2016   | Els        | 1.281.140          |

### Seizoen 2
| Afl. | Uitzenddatum     | Kandidaat | Kijkcijfers (live) |
| ---- | ---------------- | --------- | ------------------ |
| 1    | 10 december 2017 | Margot    | 1.293.835          |
| 2    | 17 december 2017 | Lucien    | 1.258.973          |
| 3    | 7 januari 2018   | Laura     | 1.259.375          |
| 4    | 14 januari 2018  | Kamal     | 1.261.116          |

## Prijzen en nominaties
Het programma won in 2017 de gouden medaille in de categorie Entertainment, family program op het New York Festival's World's Best TV & Films en een tweede plaats op het WorldMediaFestival in Hamburg. 
In september 2017 kaapte het format de prijs Second Best Format op het Eurovision Creative Forum in Berlijn, uitgereikt tijdens de Rose D'or Awards.
In november 2017 won het programma de Emmy Award voor beste programma in de categorie non-scripted entertainment.
Het programma won de Gouden Roos in de categorie "game show", in de 57ste editie van het festival, in september 2018.

## Internationale verkoop
Op 11 november 2017 startte de eerste internationale adaptatie van Sorry voor alles op de Nederlandse zender NPO 1. Het programma liep gedurende 6 afleveringen en werd gepresenteerd door Jan Smit.
Duitsland is het derde land waar Sorry voor alles op televisie te zien is. ZDF brengt vanaf 7 augustus 2019 de Duitse versie, Sorry für alles, gepresenteerd door Steven Gätjenen. Per aflevering (90 minuten) worden 2 kandidaten beetgenomen door het team. Ook enkele bekende Duitsers, zoals de rapper Eko Fresh, tv-presentator Thomas Gottschalk en model Rebecca Mir, helpen mee om de kandidaten te verrassen.